# Diócesis de Jilin
La diócesis de Jilin o de Kirin (en latín: Dioecesis Chilinensis y en chino: 天主教吉林教区) es una circunscripción eclesiástica de la Iglesia católica en China. Se trata de una diócesis latina, sufragánea de la arquidiócesis de Fengtian. Desde el 30 de diciembre de 2020 es sede vacante, aunque para el Anuario Pontificio lo es desde el 21 de octubre de 1952. La Asociación Patriótica Católica China el 4 de julio de 1959 transfirió la parte de la diócesis de Jilin en la provincia de Heilongjiang a la nueva diócesis patriótica de Harbin (renombrada en 1983 como diócesis de Heilongjiang). Al remanente de la diócesis de Jilin en la provincia de Jilin lo fusionó con las diócesis de Yanji (la parte en la provincia de Jilin) y Sipingjie y con la parte occidental de la prefectura apostólica de Lindong, reteniendo el nombre de diócesis de Jilin, todo sin permiso de la Santa Sede.

## Territorio y organización

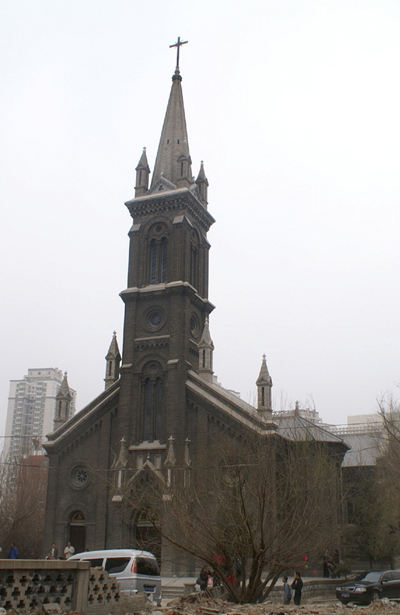
Catedral de Santa Teresa, en Changchun

La diócesis tiene 163 000 km² y extiende su jurisdicción sobre los fieles católicos de rito latino residentes en parte de la provincia de Jilin. Para la Asociación Patriótica Católica China la diócesis patriótica de Jilin comprende toda la provincia de Jilin.
La sede de la diócesis se encuentra en la ciudad de Jilin o Jiangcheng, en donde se halla la Catedral del Sagrado Corazón de Jesús, aunque la sede de la diócesis patriótica de Jilin se halla en la ciudad de Changchun, en donde se encuentra la Catedral de Santa Teresa.
En Jilin funciona un seminario regional para la formación del clero local.

## Historia
El vicariato apostólico de Manchuria Septentrional fue erigido el 10 de mayo de 1898 con el breve Quae catholico nomini del papa León XIII, derivando el territorio del vicariato apostólico de Manchuria (hoy arquidiócesis de Fengtian).
En 1900, durante el Levantamiento de los bóxers, fue incendiada la Catedral del Sagrado Corazón de Jesús en Jilin. El obispo Pierre-Marie-François Lalouyer se vio obligado a huir a Harbin y luego a Nagasaki en Japón, vía Vladivostok en el Imperio ruso. Después de la Campaña de las Fuerzas Aliadas de las Ocho Potencias, regresó a Jilin vía Shanghái y reconstruyó la zona misional. En 1903 presidió la bendición de la reconstruida Catedral del Sagrado Corazón de Jesús y ordenó al primer sacerdote chino. 
En 1920 la Santa Sede transfirió las áreas de Yanji y Mudanjiang en la provincia de Jilin a la jurisdicción del vicariato apostólico de Wonsan (hoy diócesis de Hamhung) en la Corea controlada por los japoneses.
El 3 de diciembre de 1924 el vicariato apostólico tomó el nombre de vicariato apostólico de Kirin, el nombre manchú de Jilin, en virtud del decreto Vicarii et Praefecti de la Congregación de Propaganda Fide.
El 9 de julio de 1928 cedió partes de su territorio para la erección de la misión sui iuris de Qiqihar (hoy prefectura apostólica de Qiqihar) mediante el breve Ea quae del papa Pío XI.
El 2 de febrero de 1932, con la carta apostólica Plane compertum, el papa Pío XI proclamó a la Virgen María como patrona principal del vicariato apostólico, y a san Pedro apóstol y los Santos Ángeles Custodios como patronos secundarios.
El 19 de septiembre de 1931 el ejército japonés de Kwantung ocupó Changchun y la colocó bajo la jurisdicción de Manchukuo, pero a los sacerdotes extranjeros todavía se les permitía continuar predicando y sirviendo localmente. La Santa Sede se negó a establecer relaciones diplomáticas con Manchukuo. Tras la invasión soviética el 15 de agosto de 1945 el emperador del Japón anunció la rendición poniendo fin a la Segunda Guerra Mundial y la República de China se apoderó de las cuatro provincias del noreste de Manchukuo.
El 11 de abril de 1946 el vicariato apostólico fue elevado a diócesis con la bula Quotidie Nos del papa Pío XII.
El 19 de octubre de 1948 el Partido Comunista de China capturó la ciudad de Changchun, se impuso en la guerra civil y proclamó la República Popular China el 1 de octubre de 1949. El 4 de septiembre de 1951 China comunista expulsó al nuncio apostólico Antonio Riberi y la Santa Sede continuó reconociendo a la República de China en Taiwán como el legítimo gobierno chino. Todos los misioneros extranjeros fueron expulsados de China comunista en 1952, entre ellos el obispo Auguste-Ernest-Désiré-Marie Gaspais, y los sacerdotes chinos locales debieron continuar administrando los asuntos de la diócesis.
La Asociación Patriótica Católica China fue creada con el apoyo de la Oficina de Asuntos Religiosos de la República Popular de China en 1957, con el objetivo de controlar las actividades de los católicos en China. Su nombre público es Iglesia católica china y es referida como la "Iglesia oficial" en contraposición a la "Iglesia subterránea" o "Iglesia clandestina" leal a la Santa Sede.
La Asociación Patriótica Católica China el 4 de julio de 1959 transfirió la parte de la diócesis de Jilin en la provincia de Heilongjiang a la nueva diócesis patriótica de Harbin (renombrada en 1983 como diócesis de Heilongjiang). Al remanente de la diócesis de Jilin en la provincia de Jilin lo fusionó con las diócesis de Yanji (la parte en la provincia de Jilin) y Sipingjie y con la parte occidental de la prefectura apostólica de Lindong, reteniendo el nombre de Jilin, todo sin permiso de la Santa Sede.
En el período de 1966 a 1976 la Revolución Cultural se ensañó especialmente contra la religión, destruyéndose numerosas iglesias y cesaron todas las actividades religiosas en la diócesis. A principios de la década de 1980 la diócesis reanudó sus operaciones.
El obispo "clandestino" reconocido por la Santa Sede es André Han Jingtao, ordenado a principios de los años 1980. Mientras que el obispo de la Iglesia "oficial" es Damas Zhang Hanmin, ordenado en mayo de 1999, después de cuatro años de vacante en la sede. Zhang Hanmin, quien también fue administrador apostólico de la diócesis de Yanji, falleció el 19 de julio de 2009.
El 22 de septiembre de 2018 se firmó en Pekín el Acuerdo provisional entre la Santa Sede y la República Popular de China sobre el nombramiento de los obispos. El 22 de octubre de 2020 el acuerdo fue prorrogado por otros dos años y en octubre de 2022 por otros dos años más.
Debido a la situación particular de la Iglesia católica en China, la Santa Sede no nombra obispos para las diócesis chinas, que son sedes oficialmente vacantes incluso en presencia de obispos reconocidos por Roma.

## Estadísticas
Según el Anuario Pontificio 2002 la diócesis tenía a fines de 1949 un total de 35 000 fieles bautizados.
| Año                                                                             | Población            | Población | Población      | Sacerdotes | Sacerdotes    | Sacerdotes    | Bautizados por sacerdote | Diáconos permanentes | Religiosos | Religiosos | Parroquias |
| Año                                                                             | Bautizados católicos | Total     | % de católicos | Total      | Clero secular | Clero regular | Bautizados por sacerdote | Diáconos permanentes | Varones    | Mujeres    | Parroquias |
| ------------------------------------------------------------------------------- | -------------------- | --------- | -------------- | ---------- | ------------- | ------------- | ------------------------ | -------------------- | ---------- | ---------- | ---------- |
| 1949                                                                            | 35 000               | 9 000     | 0.4            | 33         | 33            |               | 1060                     |                      |            | 223        |            |
| Fuente: Catholic-Hierarchy, que a su vez toma los datos del Anuario Pontificio. |                      |           |                |            |               |               |                          |                      |            |            |            |

Según datos estadísticos locales, en 1999 la diócesis comprendía cerca de 100 000 fieles, de los cuales 70 000 pertenecían a la Iglesia oficial y los otros 30 000 a la Iglesia clandestina china.

## Episcopologio
- Pierre-Marie-François Lalouyer, M.E.P. † (16 de mayo de 1898-17 de febrero de 1923 falleció)
- Auguste-Ernest-Désiré-Marie Gaspais, M.E.P. † (17 de febrero de 1923 por sucesión-21 de octubre de 1952 falleció)
  - Sede vacante
  - Wang Wei-min † (31 de mayo de 1959 consagrado-1981 renunció?)
  - Roch Liu Dian-xi † (10 de octubre de 1982 consagrado-4 de abril de 1985 falleció)
  - John Li Xue-song † (22 de septiembre de 1985 consagrado-20 de mayo de 1994 falleció)
  - Damas Zhang Han-min † (9 de mayo de 1999 consagrado-19 de julio de 2009 falleció)
  - Andrew Han Jingtao † (1982-30 de diciembre de 2020 falleció)[nota 1][13][14]